# Вергітон до Росаріо Калмон
Вергітон до Росаріо Калмон (порт. Wergiton do Rosário Calmon), більш відомий як Сомаліа (порт. Somália), нар. 28 вересня 1988, Ріо-де-Жанейро) — бразильський футболіст, півзахисник клубу «Ференцварош».

## Ігрова кар'єра
У дорослому футболі дебютував 2008 року виступами за команду «Бангу», в якій провів три сезони, взявши участь у 39 матчах Ліги Каріока, забивши 13 голів. Також з 2008 по 2010 рік грав на правах оренди у складі команд «Резенді», «Мадурейра» та «Парана», дебютувавши у складі останньому на національному рівні, зігравши 24 матчі у Серії Б сезону 2010 року.
Влітку 2011 року на правах оренди перейшов в угорський «Ференцварош», з яким наступного року підписав повноцінний контракт. Відіграв за клуб з Будапешта чотири сезони своєї ігрової кар'єри. Більшість часу, проведеного у складі «Ференцвароша», був основним гравцем команди, вигравши з командою два Кубка угорської ліги та под ному Кубку та Суперкубку Угорщини. Також зігравши 3 матчі у новому сезоні 2015/16 він по його завершенні отримав золоту медаль чемпіона Угорщини, хоча на самому його початку і покинув команду.
В серпні 2015 року уклав контракт з французьким клубом «Тулуза» · , у складі якого провів наступні три роки своєї кар'єри гравця. 15 серпня 2015 року дебютував у Лізі 1 в матчі проти «Кана». Граючи у складі «Тулузи» також здебільшого виходив на поле в основному складі команди і за три роки зіграв 84 матчі у вищому французькому дивізіоні.
23 серпня 2018 року Сомаліа перейшов до саудівського клубу «Аль-Шабаб», підписавши дворічну угоду. Втім у новій команді не був основним гравцем і на початку 2020 року повернувся в «Ференцварош», якому у тому ж сезоні допоміг виграти чемпіонат Угорщини. Станом на 5 жовтня 2020 року відіграв за клуб з Будапешта 9 матчів в національному чемпіонаті.

## Статистика виступів

### Статистика клубних виступів
| Сезон                 | Команда               | Чемпіонат             | Чемпіонат | Чемпіонат | Національний кубок | Національний кубок | Національний кубок | Континентальні кубки | Континентальні кубки | Континентальні кубки | Інші змагання | Інші змагання | Інші змагання | Усього | Усього | Усього |
| Сезон                 | Команда               | Ліга                  | Ігор      | Голів     | Ліга               | Ігор               | Голів              | Ліга                 | Ігор                 | Голів                | Ліга          | Ігор          | Голів         | Ігор   | Голів  |        |
| --------------------- | --------------------- | --------------------- | --------- | --------- | ------------------ | ------------------ | ------------------ | -------------------- | -------------------- | -------------------- | ------------- | ------------- | ------------- | ------ | ------ | ------ |
| 2011–12               | «Ференцварош»         | НБ1                   | 15        | 8         | КУ+КЛ              | 3+0                | 2+0                |                      | -                    | -                    |               | -             | -             | 18     | 10     |        |
| 2012–13               | «Ференцварош»         | НБ1                   | 28        | 5         | КУ+КЛ              | 0+9                | 0+3                |                      | -                    | -                    |               | -             | -             | 37     | 8      |        |
| 2013–14               | «Ференцварош»         | НБ1                   | 23        | 4         | КУ+КЛ              | 3+8                | 1+0                |                      | -                    | -                    |               | -             | -             | 34     | 5      |        |
| 2014–15               | «Ференцварош»         | НБ1                   | 24        | 1         | КУ+КЛ              | 4+1                | 0                  | ЛЄ                   | 4                    | 0                    |               | -             | -             | 33     | 1      |        |
| серп. 2015            | «Ференцварош»         | НБ1                   | 3         | 0         | КУ                 | 0                  | 0                  | ЛЄ                   | 4                    | 0                    | СУ            | 1             | 0             | 8      | 0      |        |
| Усього за Ferencvaros | Усього за Ferencvaros | Усього за Ferencvaros | 93        | 10        |                    | 28                 | 6                  |                      | 8                    | 0                    |               | 1             | 0             | 130    | 16     |        |
| 2015–16               | «Тулуза»              | Л1                    | 29        | 0         | КФ+КЛ              | 1+2                | 1+0                |                      | -                    | -                    |               | -             | -             | 32     | 1      |        |
| 2016–17               | «Тулуза»              | Л1                    | 28        | 0         | КФ+КЛ              | 1+2                | 0                  |                      | -                    | -                    |               | -             | -             | 31     | 0      |        |
| Усього за кар'єру     | Усього за кар'єру     | Усього за кар'єру     | 150       | 10        |                    | 34                 | 7                  |                      | 8                    | 0                    |               | 1             | 0             | 130    | 17     |        |

## Досягнення
- Чемпіон Угорщини: 2019/20[8], 2020/21, 2021/22
- Володар Кубка Угорщини: 2014/15[9], 2021/22
- Володар Кубка угорської ліги: 2012/13[10], 2014/15[11]
- Володар Суперкубка Угорщини: 2015[12]